# 新加坡裔澳大利亞人

在新加坡出生的人口占悉尼各區人口的比例（2011年人口普查）

新加坡裔澳大利亞人（英語：Singaporean Australians），移居澳大利亞，擁有澳大利亞國籍的新加坡移民及其後代。根據2006年澳大利亞人口普查，有39,969名新加坡裔澳大利亞人出生在新加坡。另外有4,626澳大利亞人聲稱為新加坡人後裔。2019年，根據聯合國經濟和社會事務部統計顯示，澳大利亞新加坡裔社區人口為64,739人，其中包括新加坡裔澳洲人和居住在澳洲的新加坡人。它是第二大海外新加坡人社區。
因為新加坡是個多民族組成的國家，主要包括華人、印度人與馬來人，新加坡裔澳大利亞人的社區本身，也分成許多不同的民族聚居。大多數在澳洲的新加坡人由高收入外籍專業人士和技術工人組成，其中許多人仍然與新加坡保持密切聯繫，特別是那些在澳洲擁有永久居留權的同時繼續保留新加坡公民身份的人以及學生。

自1991年以來從新加坡抵達澳大利亞的永久定居者人數（每月）

## 歷史

### 早年
新加坡移民早在1965年新加坡獨立成為主權國家之前就開始了，當時正值澳洲淘金熱時期（1851-1914 年）。新加坡與澳大利亞同為英國殖民地。因此，當時被稱為「遠東」的前大英帝國領土內的活動相對普遍 。
移民一度被白澳政策所限，因此此時的移民大多是歐洲人，尤其是英國人，或歐亞混血兒。

### 20世紀
1955年和1958年，聖誕島和科科斯（基林）群島的主權分別從新加坡移交給澳大利亞。導致，當地的島民由新加坡人變成了澳大利亞人。在轉移之前，新加坡的幾位立法議員曾經對此作出反對，他們認為他們的意見沒有被充分採納 。時任新加坡首席部長林有福也對島民的公民權和就業表達擔憂。然而，當時英國作為管理新加坡外交事務的宗主國在聲稱已經解決了某些問題後，最終還是決定將這些島嶼移交給了澳大利亞。

### 海外學生
1960年代，白澳政策結束後，澳大利亞政府開始放寬移民政策；澳大利亞，尤其是西澳的珀斯，因其距離較近而成為新加坡學生留學的熱門選擇。根據記錄，在20世紀80年代末，有16,400 澳大利亞人擁有新加坡血統，也是在這一時期，澳大利亞大學開始擁有相當規模的新加坡學生社區，有1,266名學生入學 。
1995年，聯合國經濟和社會事務部報告稱，新加坡澳洲社區有29,812人，其中學生約佔人口的40%，而1996年澳大利亞人口普查顯示，新加坡在新加坡就讀大學的學生約有11,000人。到1998年，人口估計已增加至35,933人。

## 著名人士
- Rex Goh（英语：Rex Goh）
- 傑西卡·戈麥斯（Jessica Gomes）
- Khym Lam（英语：Khym Lam）
- Peter Senior（英语：Peter Senior）
- Alice Tay（英语：Alice Tay）